# Bahnhof Mücke (Hess)
Der Bahnhof Mücke (Hess) ist neben dem Bahnhof Nieder Ohmen eine von zwei in Betrieb befindlichen Bahnstationen in der mittelhessischen Gemeinde Mücke. Der ehemalige Inselbahnhof befindet sich zwischen den beiden Mücker Ortsteilen Flensungen und Merlau am Streckenkilometer 28,9 der Bahnstrecke Gießen–Fulda (Vogelsbergbahn). Früher zweigte hier die über Laubach und Hungen nach Friedberg führende Bahnstrecke Friedberg–Mücke ab.

## Geschichte
Der Bahnhof Mücke wurde mit dem zweiten Teilabschnitt der Vogelsbergbahn von Grünberg nach Alsfeld am 29. Juli 1870 als einfacher Haltepunkt ohne weitere Gleisanlagen, jedoch mit einem kleinen Stationsgebäude westlich des Gleises, eröffnet. 1872 erhielt die Station einen Güterschuppen und ein Ladegleis. Zur Bewältigung des stark steigenden Ladungsverkehrs wurde bereits 1890 ein neues Stationsgebäude mit größerem Güterschuppen und einem weiteren Ladegleis mit Rampen errichtet. 1895 wurde ein Gleis für Zugkreuzungen verlegt, wodurch der Status eines Bahnhofs erreicht wurde.
Am 1. November 1903 wurde mit dem Abschnitt Laubach–Mücke die Strecke von Friedberg fertiggestellt und konnte seitdem durchgehend befahren werden.
Auf das Jahr 1905 zurückgehende Planungen im Zusammenhang mit der Marburger Kreisbahn sahen eine Verlängerung dieser Strecke bis zum Bahnhof Mücke vor, im Staatsarchiv Marburg ist ein Gleisplan aus dem Jahr 1906 erhalten, der die geplanten Erweiterungen für diesen Fall zeigt.
Mitte März 1945 stand auf einem Gleis des Bahnhofs Mücke ein Flakzug mit 10,5 Zentimeter Flakgeschütz, einer Zwei-Zentimeter-Vierlingsflak sowie Mannschafts- und Munitionswagen, auf einem anderen Gleis ein KZ-Gefangenentransport. 16 Jagdbomber vom Typ Thunderbolt griffen den Bahnhof und die abgestellten Züge an. Der Bahnhof wurde weitgehend zerstört, die Munitionswagen des Flakzugs explodierten, vier Flaksoldaten und vier KZ-Gefangene kamen dabei ums Leben.
Am 31. Mai 1958 wurde der Verkehr auf der Teilstrecke Freienseen–Mücke eingestellt. Als am 31. Mai 1959 zunächst der Personenverkehr zwischen Hungen und Freienseen und 1960 der Güterverkehr zwischen Laubach und Freienseen eingestellt wurde, wurde dieser Abschnitt anschließend stillgelegt und abgebaut.

## Bahnanlagen

### Empfangsgebäude
Das heute noch in Betrieb befindliche Empfangsgebäude des Mücker Bahnhofs ist ein zweigeschossiger Bau, der im Jahr 1890 errichtet wurde und das zweite Empfangsgebäude des Bahnhofs darstellt. Es ist heute ein Kulturdenkmal nach § 2 Absatz 1 Hessischen Denkmalschutzgesetz. Das Gebäude beherbergt heute ein Stellwerk sowie Diensträume. Das ursprüngliche Gebäude lag auf der gegenüberliegenden Seite des heutigen, es wurde im Jahr 2013 abgerissen. Der ursprünglich auch im Empfangsgebäude durchgeführte Fahrkartenverkauf wurde am 30. Juni 2014 aufgegeben.

### Gleise und Bahnsteige

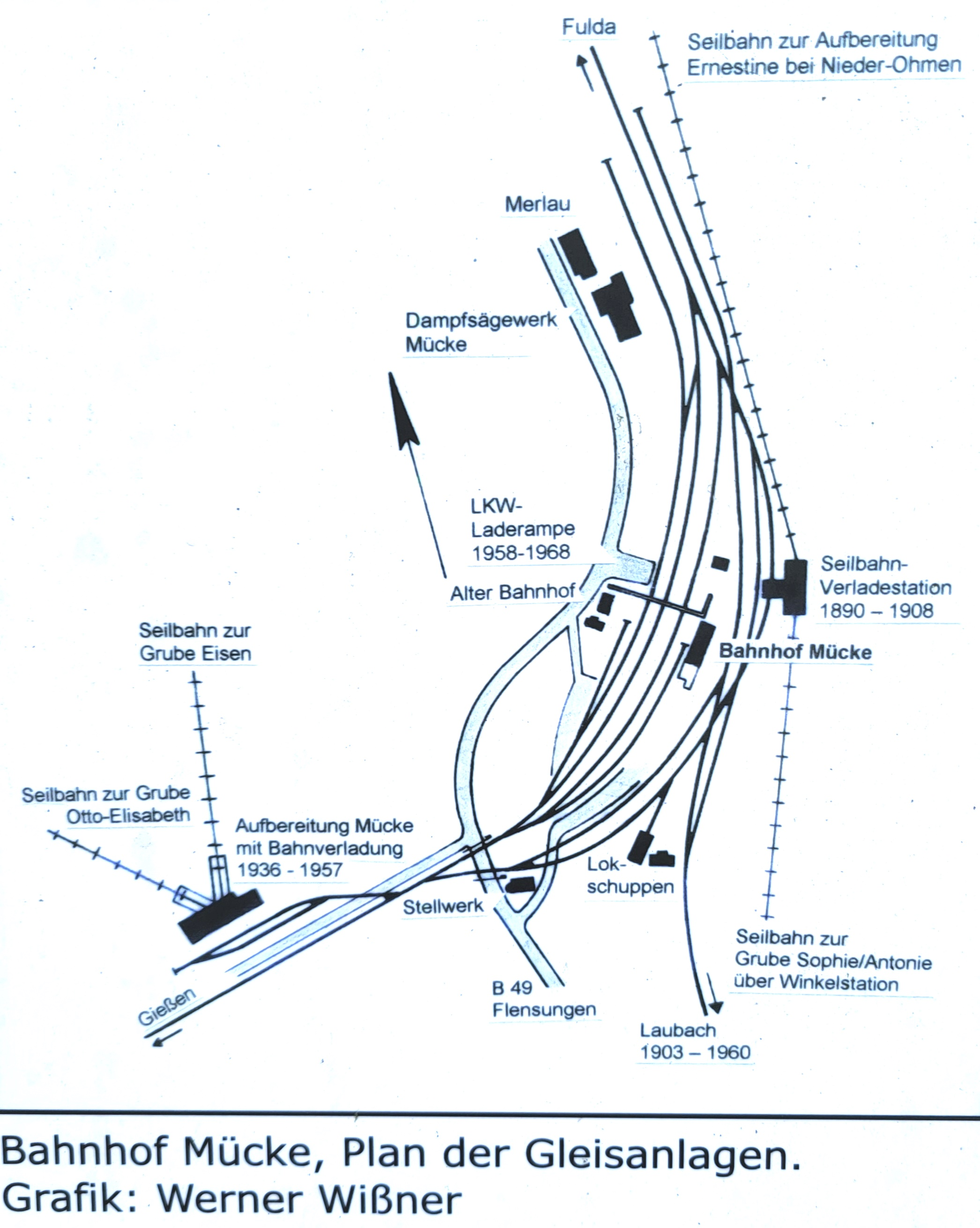
Gleisskizze des Bf Mücke (Hess) ca. 1936 (von Schautafel auf Bahnhofsvorplatz).

In seiner größten Ausbauphase verfügte der Bahnhof Mücke über fünf Gleise auf der westlichen und drei auf der östlichen Bahnhofsseite. Das Empfangsgebäude lag zwischen den Gleisen 1w und 1o in Insellage, da auch die östlichen Gleise so an die Vogelsbergbahn angebunden war, dass Zugfahrten von Gießen und Fulda nach und aus Gleis 2o erfolgen konnten. Verknüpfungspunkte des östlichen Bahnhofsteils mit der Vogelsbergbahn waren dabei die damalige Weiche 1 in Streckenkilometer 28,6 (noch westlich des Bahnübergangs über die Bahnhofstraße in Richtung Gießen) und die Weiche 25 in Streckenkilometer 29,15 (etwa in Höhe des heutigen Ausfahrsignals in Richtung Fulda). Teilweise ist das restliche Gleis noch vorhanden, jedoch vollständig zugewachsen.
Der Hausbahnsteig auf der Seite der Vogelsbergbahn hatte eine Länge von 245 Metern, der Zwischenbahnsteig an Gleis 2w eine Länge von 242 Metern. Auf der Ostseite gab es nur einen Bahnsteig am Gleis 1o, der 167 Meter lang war.
Heute genügen für den Betrieb zwei Bahnsteiggleise an einem Haus- und einem Zwischenbahnsteig. Aufgrund fehlender Überwege zu diesem Zwischenbahnsteig (Gleis 2) verkehren heute alle Züge vom Hausbahnsteig (Gleis 1). Neben Gleis 2 liegen noch zwei teilweise überwachsene Gleise ohne Bahnsteige.

### Güterverkehrs- und Lokbehandlungsanlage
Eine erste Verladeeinrichtung für Eisenstein erhielt der Bahnhof bereits im Jahr 1889.
Für umfangreichen Güterverkehr sorgte der 1936 eingerichtete Anschluss der zur Gewerkschaft Louise gehörenden Erzaufbereitungsanlage Mücke. Dieser zweigte noch vor der Weiche 1 des Bahnhofs aus dem Streckengleis der Vogelsbergbahn ab und verfügte über zwei parallel zur Strecke liegende Gleise. 1957 endete der Betrieb dieser Anlage, danach wurde auf der ehemaligen Holzverladerampe an Gleis 3w eine Hochrampe eingerichtet, von der die Güterwagen über eine LKW-Kippe beladen wurden, während zugleich noch die Beladung der Erzzüge auf dem Gelände der alten Aufbereitungsanlage über ein Förderband stattfand. Diese Art der Erzverladung endete 1968, die Rampen an den Gleisen 3, 4 und 5 sind jedoch auch weiterhin für den Güterverkehr genutzt worden.
Der Gleisplan des Jahres 1959 zeigt an der westlichen Bahnhofsseite gegenüber dem Empfangsgebäude eine Holzverladerampe an Gleis 3w, in das auch eine Gleiswaage mit einer Wiegelast von 40 Tonnen eingebaut war. Gleis 4w war ein nur 86 Meter langes Stumpfgleis, das aus Richtung Gießen zu dieser Rampe führte, die im Bereich des Prellbocks als Kopf- und Seitenrampe ausgebildet war. Die Fortsetzung des Gleises 3w in nördlicher Richtung führte zum Dampfsägewerk Mücke, das hier einen Privatanschluss unterhielt.
Die Abfertigung von Stückgut wurde 1970 aufgegeben.
Der südlich an das Empfangsgebäude angebaute Güterschuppen wurde von dem bis zum Winter 1988/89 vorhandenen Gleis 5w bedient, auch hier war eine kurze Seitenrampe in der Verlängerung des Schuppens vorhanden.
Ein einständiger Lokschuppen war im südlichen Bahnhofsteil an das Gleis 2o in der Gabelung des Gleises Richtung Friedberg und Gießen vorhanden. Der Lageplan mit Stand Oktober 1959 zeigt den Lokschuppen bereits ohne Gleisanbindung.
Nach Einstellungen des Personen- und Güterverkehrs auf der Strecke nach Friedberg und des Abbaus der dafür benötigten Weichen im östlichen Bahnhofsteil blieben jedoch die dort vorhandenen Gleise für einen gewissen Zeitraum erhalten: Die ehemaligen Gleise 1o und 2o erhielten nun die neuen Nummern 6 und 7 und blieben beidseiteig angebunden, so dass das Empfangsgebäude auch weiterhin in Insellage verblieb und Zugfahrten über das Gleis 7 in beide Richtungen verkehren konnten. Dieses Gleis hatte ausweislich des Planes aus dem Jahr 1962 zwischenzeitlich auch einen kurzen Bahnsteig erhalten. Das ehemalige Gleis 3o blieb als ein 131 Meter langes, nur noch aus nördlicher Richtung befahrenes Stumpfgleis mit der neuen Nummer 8 erhalten.
Mitte der 1960er Jahre wurden die Gleise 6 und 7 im Gießener Bahnhofskopf von der Vogelsbergbahn abgeschnitten, Gleis 7 vollständig entfernt und in Gleis 6 vor dem ehemaligen Bahnübergang über die Bahnhofszufahrt ein Prellbock errichtet. Damit konnte dieses nur noch aus Richtung Fulda bedient werden. Dieses Gleis diente in dieser Form bis Anfang der 2000er Jahre noch als Ladegleis.
Die Anbindung der zuletzt noch verbliebenen Nebengleise im westlichen Bahnhofsteil erfolgte im November 2001.

### Stellwerke
Der Bahnhof Mücke erhielt mit der Eröffnung der Strecke nach Friedberg zwei Wärterstellwerke und eine Befehlsstelle: Das Stellwerk Ms (Mücke Süd) stand in km 28,662 der Bahnstrecke Gießen–Fulda auf der südlichen Seite der Gleisanlagen. Es bediente auch die Schrankenanlagen der Bahnübergänge über die Bahnhofstraße und die Zufuhrstraße zum Empfangsgebäude. Das Stellwerk Mn (Mücke Nord) stand in km 29,104 der genannten Bahnstrecke östlich der Gleisanlagen. Es ist in der gezeigten Skizze nicht dargestellt, es befand sich auf Höhe der nördlichen doppelten Kreuzungsweiche. Die Befehlsstelle Mf wurde im Empfangsgebäude eingerichtet. Diese Stellwerke waren mechanisch und gehörten der Bauart Zimmermann & Buchloh an. Sie wurden nach der Inbetriebnahme des neuen Stellwerks Mf in einem Vorbau des Empfangsgebäudes am 26. April 1973 überflüssig und später abgerissen. Beim Stellwerk Mf handelt es sich um ein Gleisbildstellwerk der Bauart Sp Dr L60.
Weiterhin wurde im Stellwerksraum ein Bedienplatz für ein Elektronisches Stellwerk zur Fernsteuerung des an der gleichen Strecke liegenden Bahnhofs Reiskirchen eingerichtet, der am 29. Oktober 2014 den Betrieb aufnahm.

Ausstattung des Bahnhofs am 1. Februar 2024
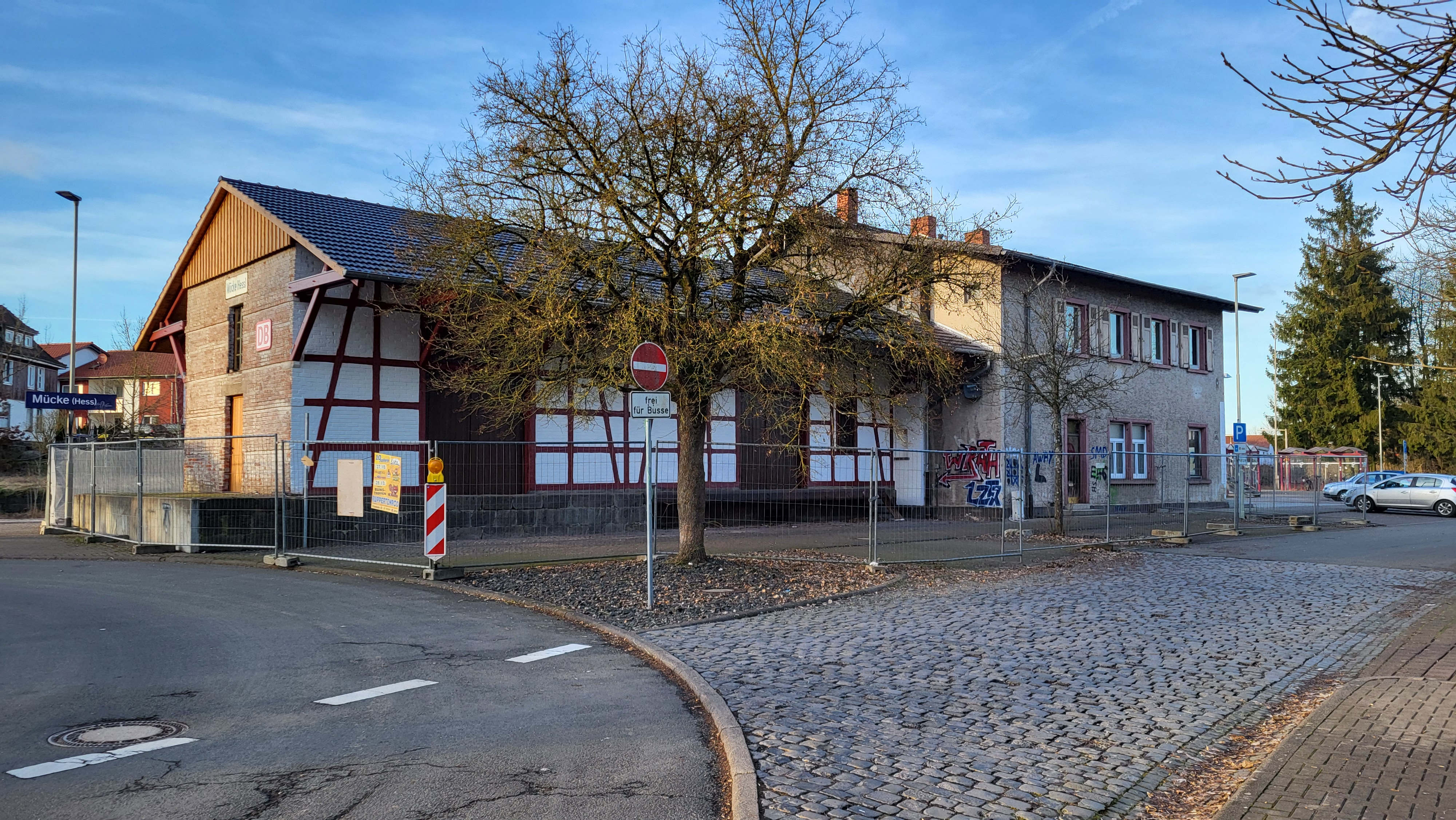
ehem. Güterschuppen und Empfangsgebäude, Straßenseite
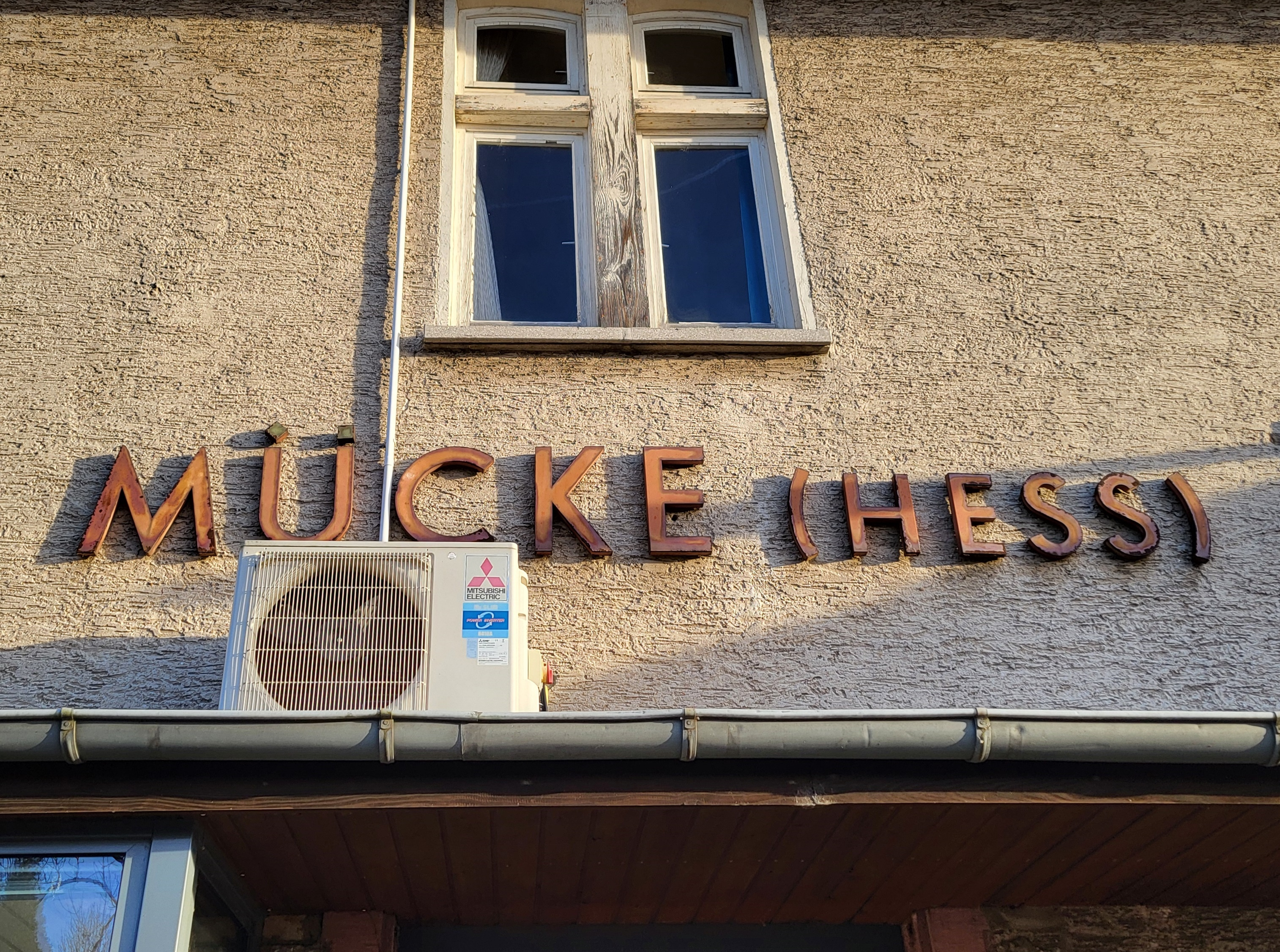
Stationsname am Empfangsgebäude
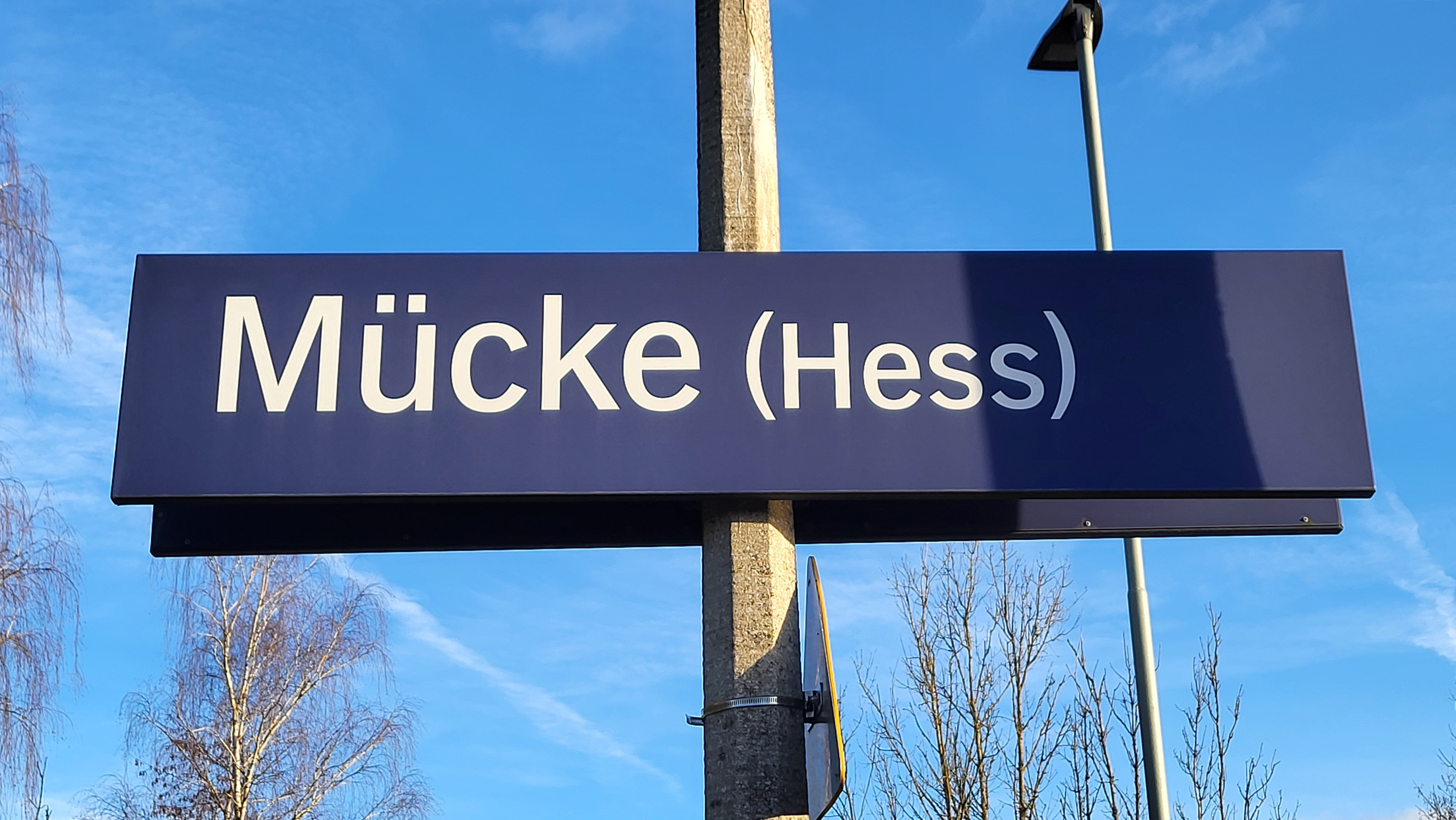
Stationsschild am Laternenmast des Hausbahnsteigs
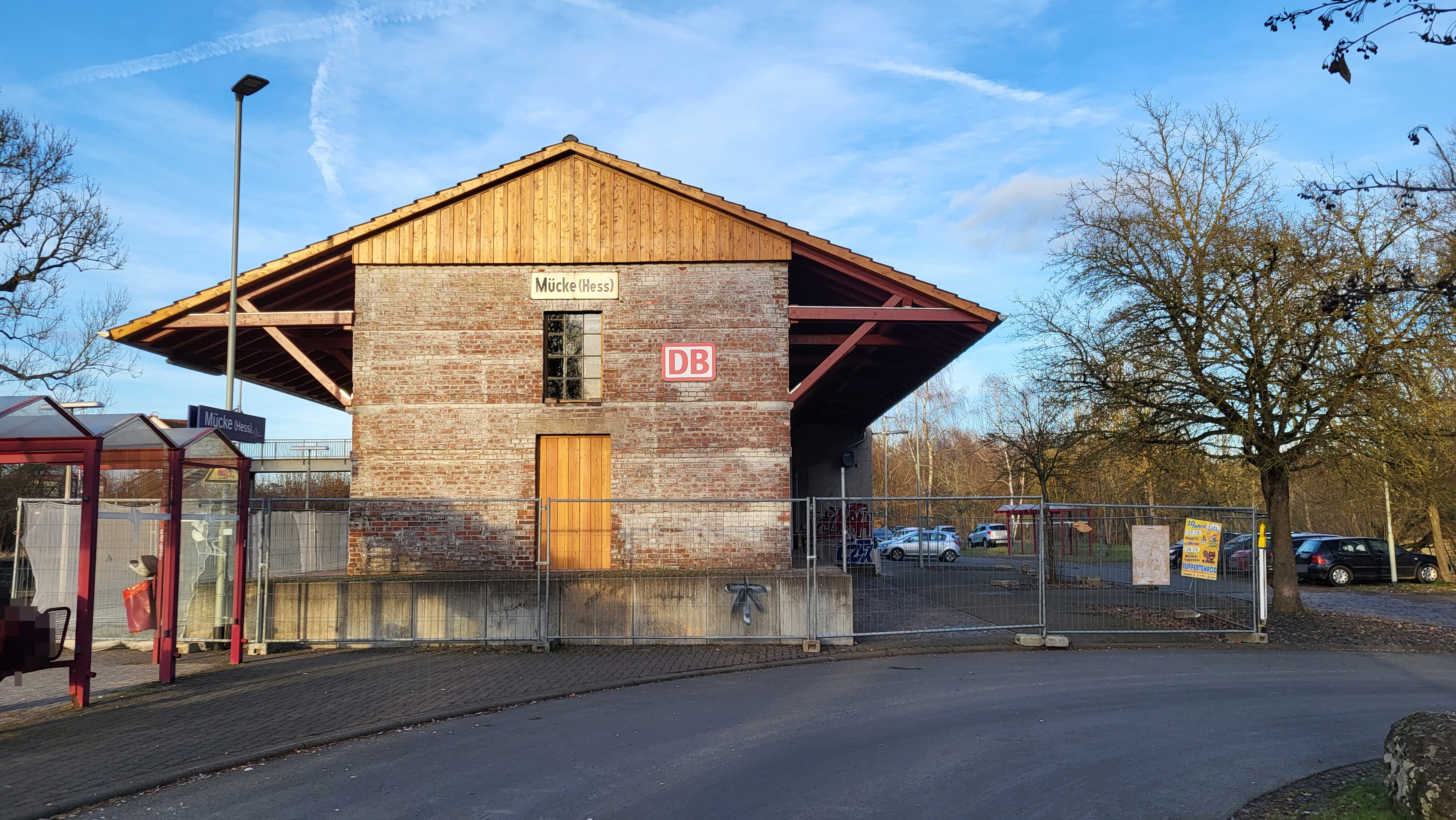
Stationsname an der Kopfseite des ehem. Güterschuppens
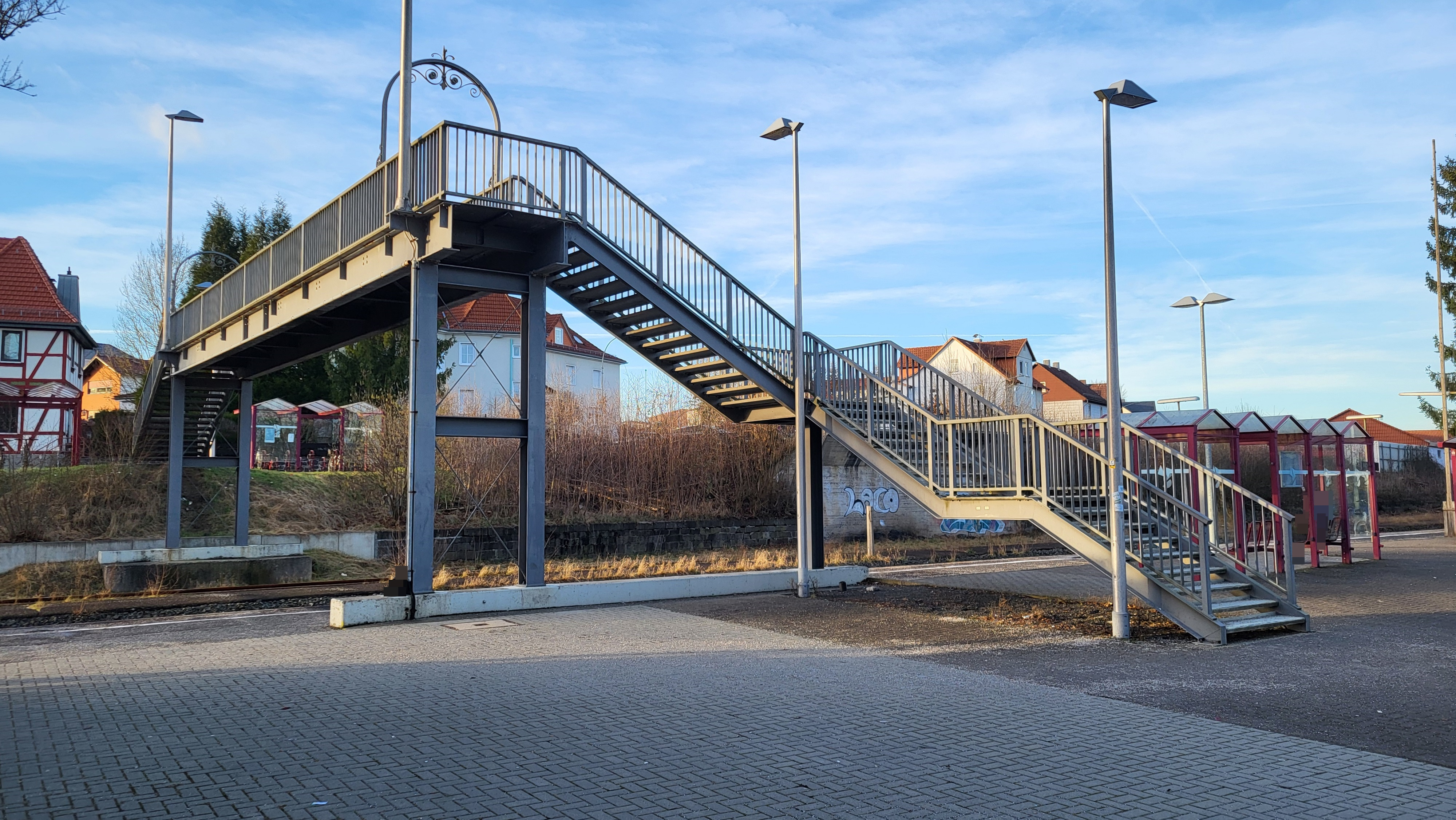
Fußgängerbrücke
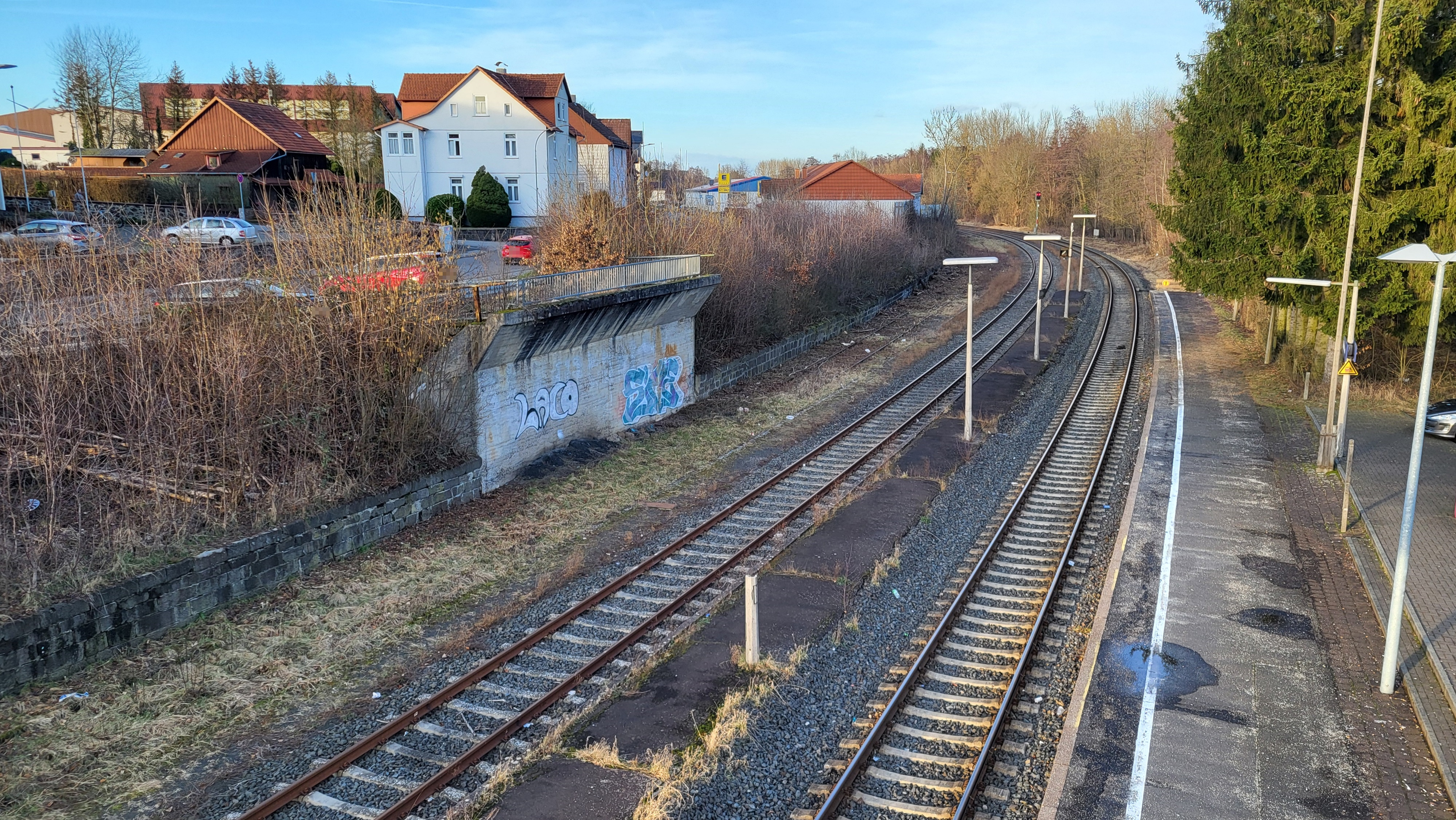
Gleisanlagen in Richtung Norden
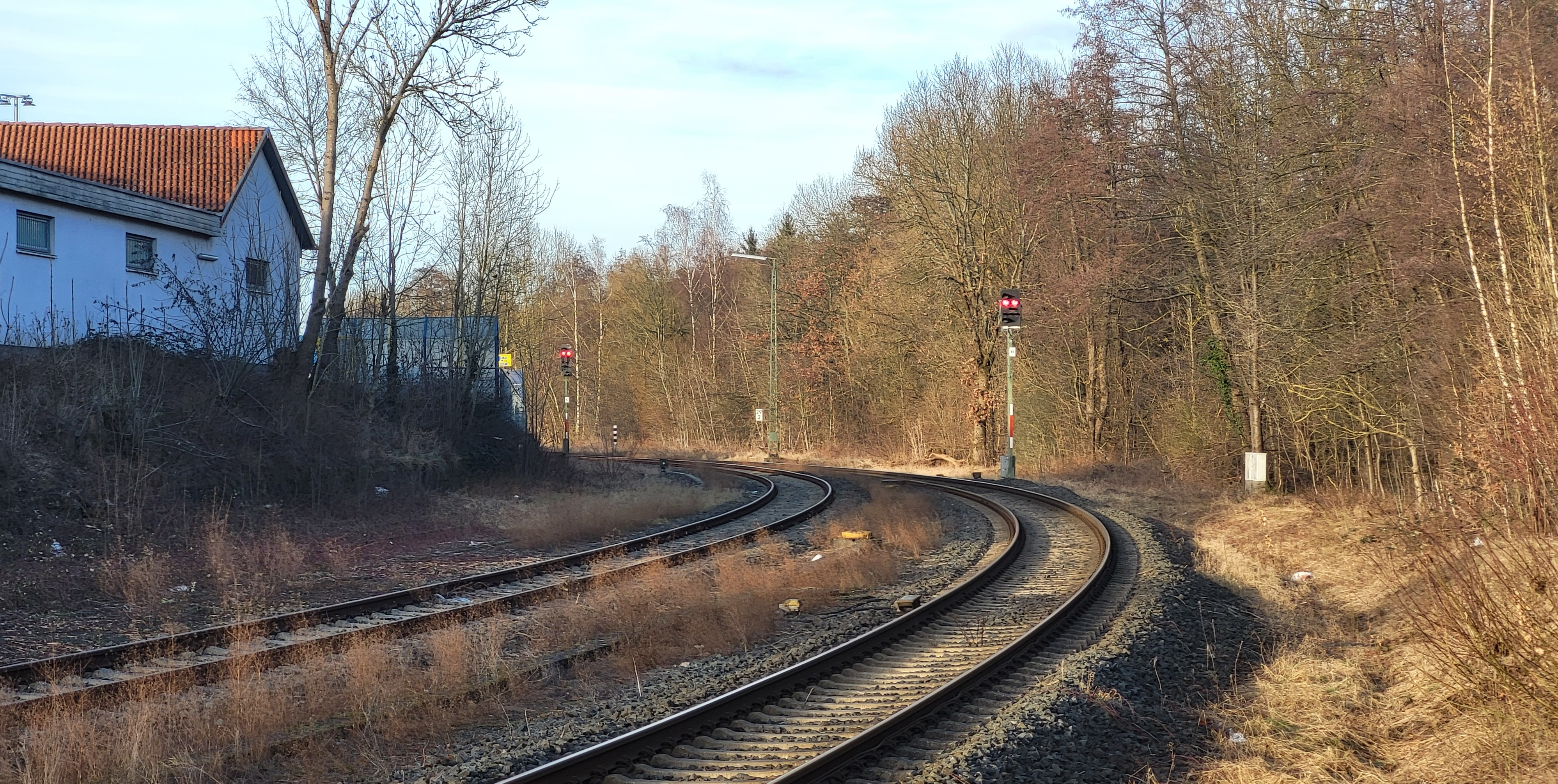
Nördliche Ausfahrt Richtung Alsfeld
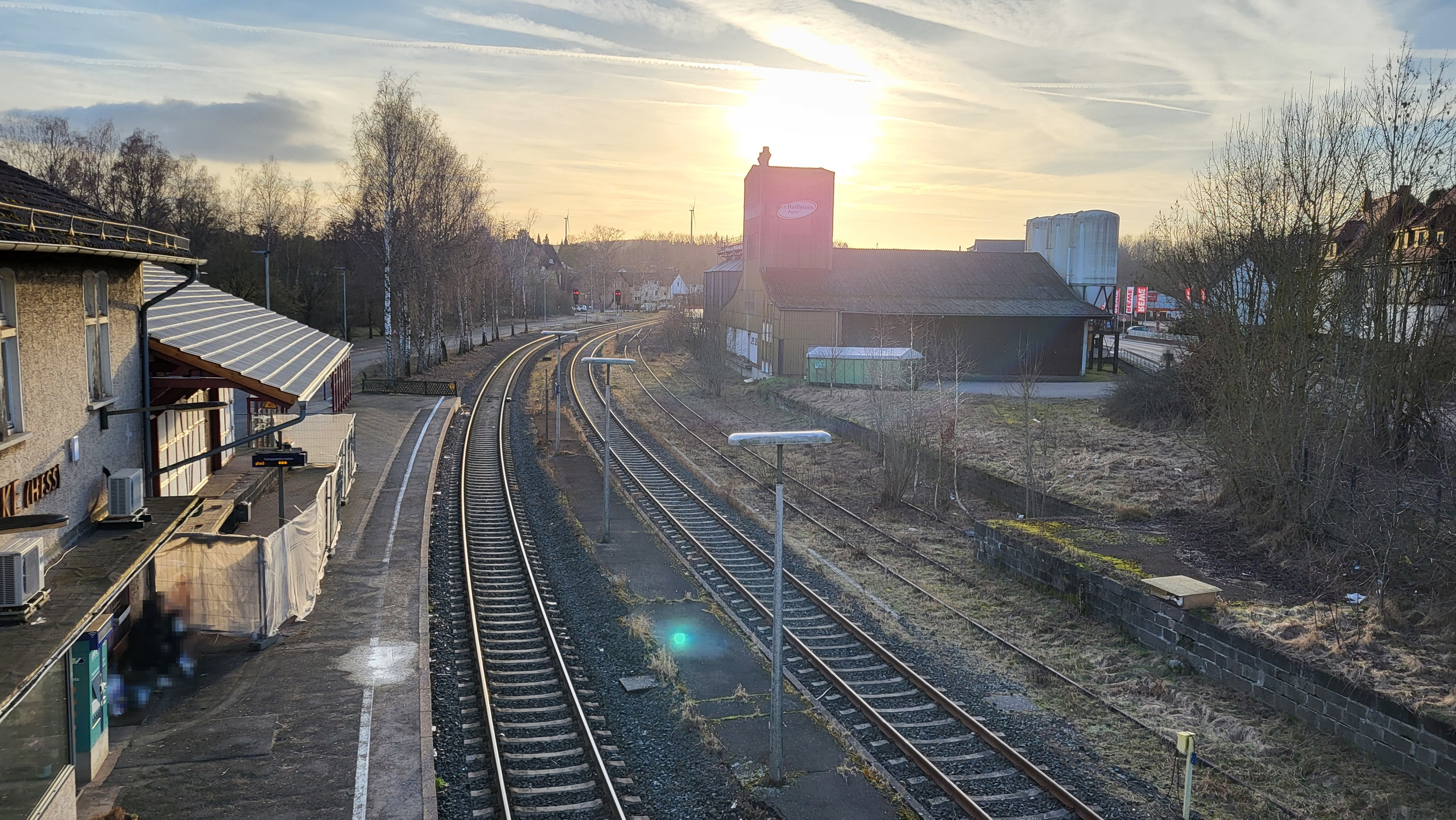
Gleisanlagen Richtung Süden
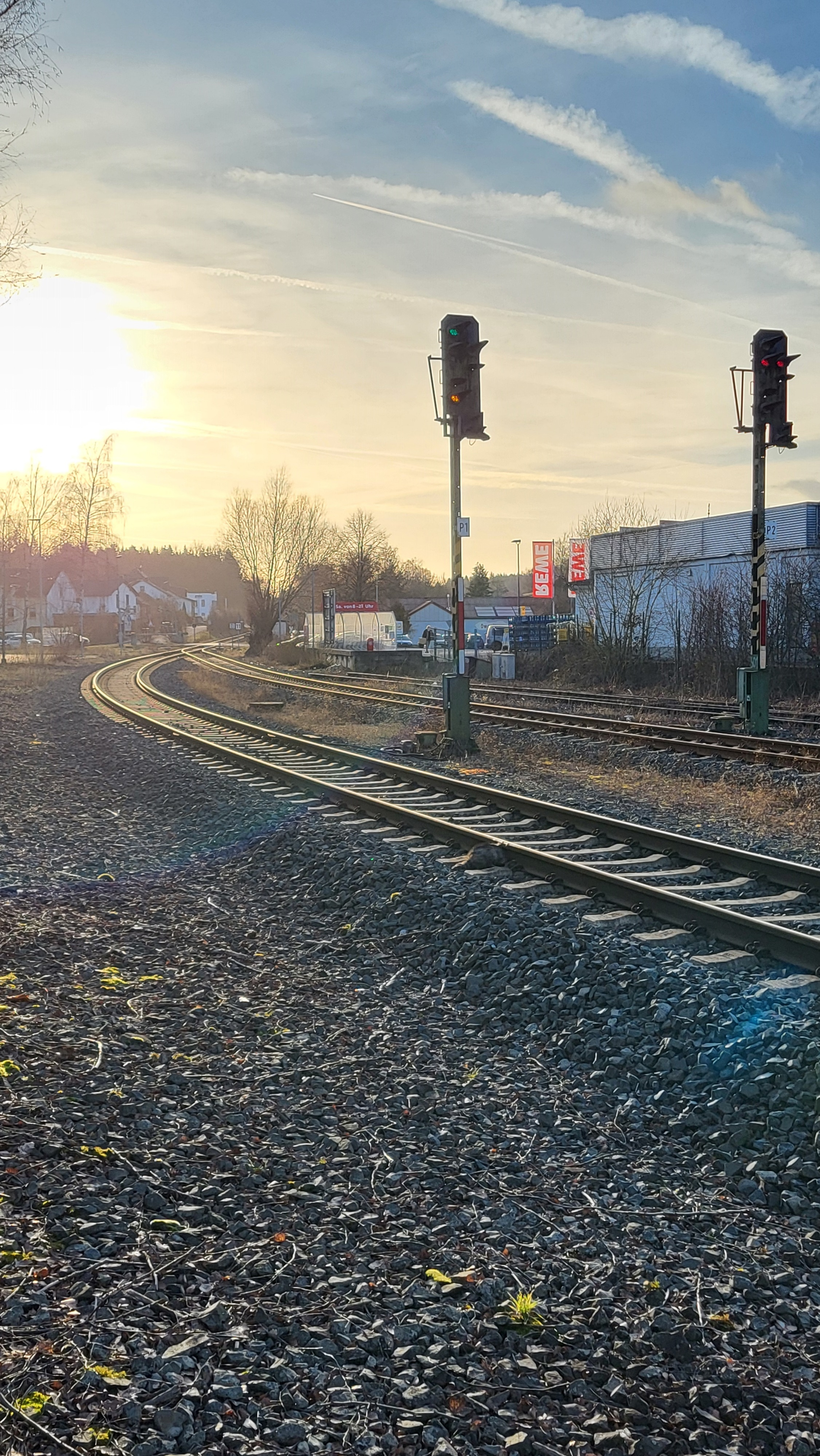
Südliche Ausfahrt Richtung Gießen
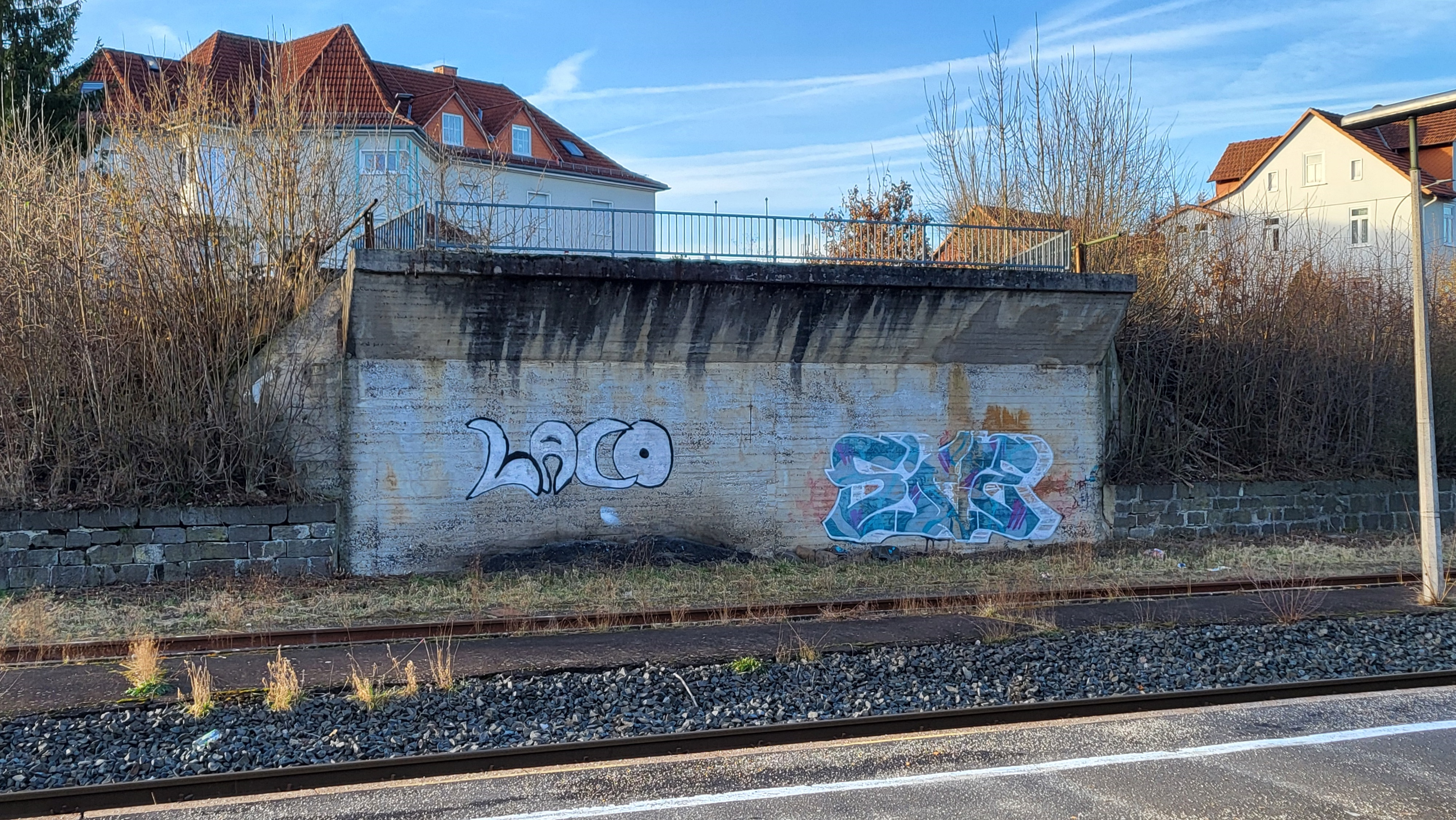
ehem. LKW-Kipprampe zur Erzverladung
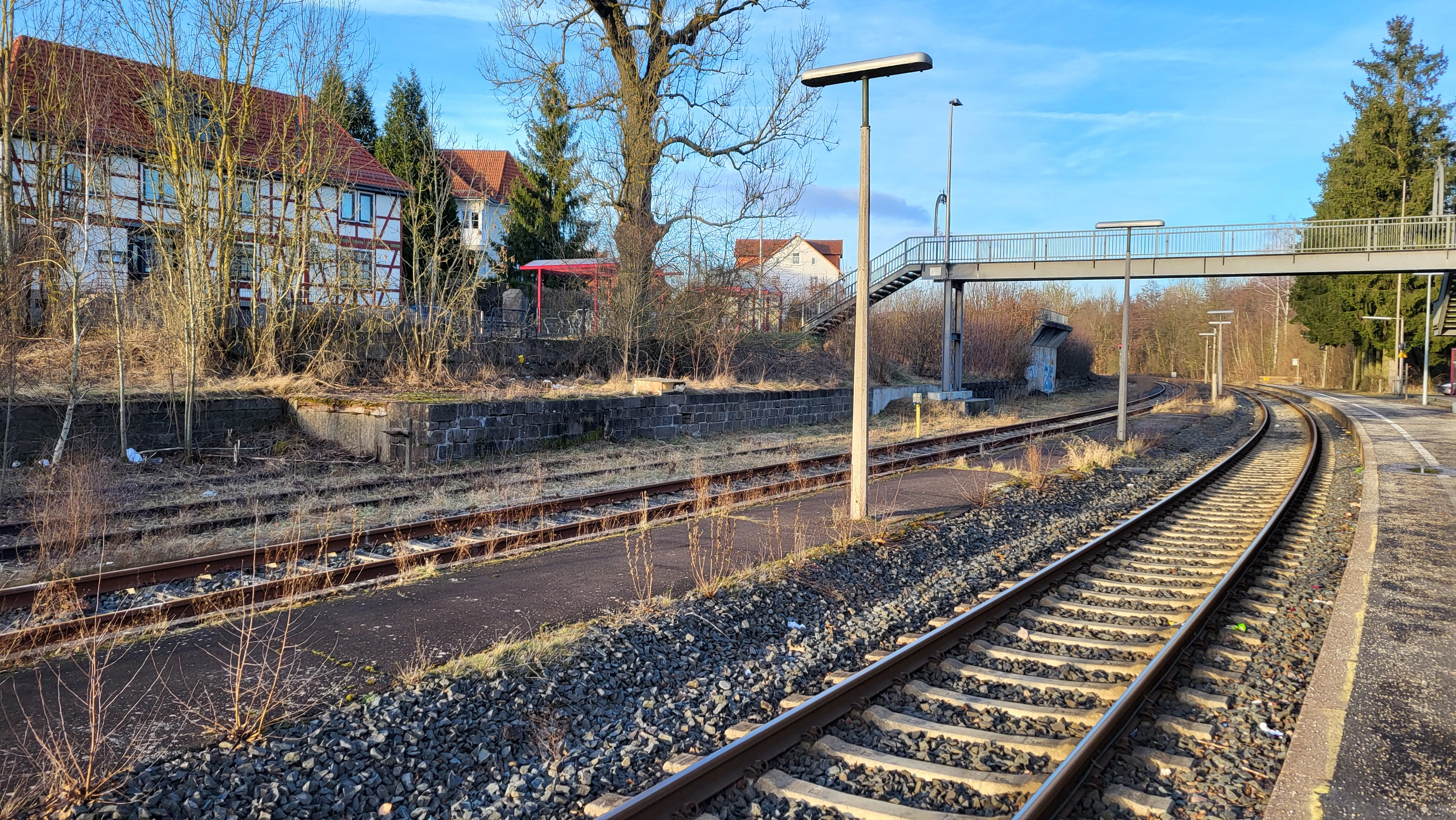
Ehemalige Ladestraßen an den Gleisen 3 und 4
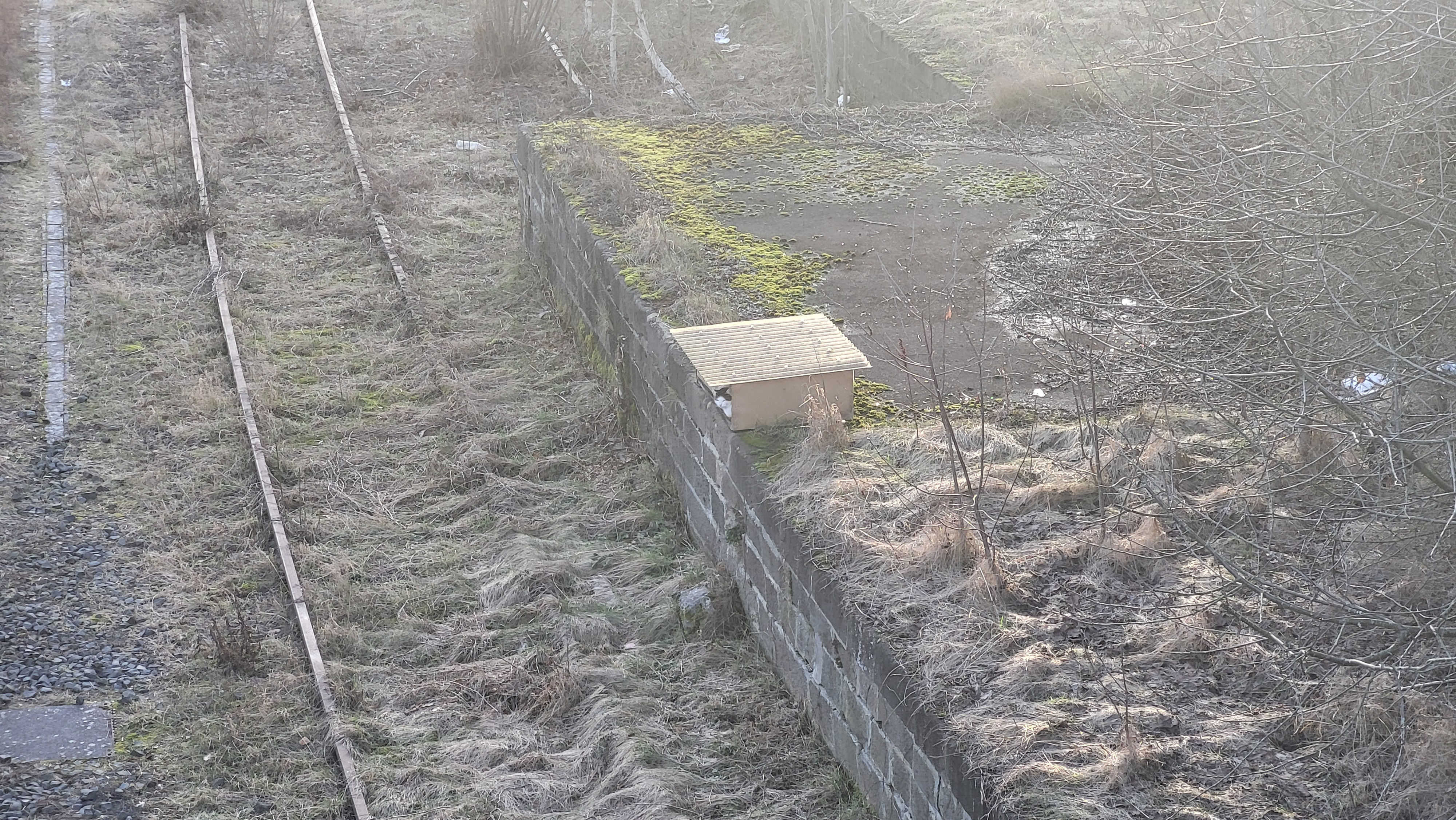
Ehemaliger Standort der Gleiswaage in Gleis 3, unter der Wellblechabdeckung beobachtet die „Bahnhofskatze“ das Geschehen.

## Verkehr

### Geschichte
Auf der Strecke Gießen – Fulda gab es im Personenverkehr schon frühzeitig einzelne beschleunigte Züge, von denen einige im Bahnhof Mücke (Hess) hielten. Mit der Einführung der Zuggattung Eilzug auf dieser Strecke wurde der Bahnhof Eilzugstation. Auch bei der im Januar 1995 eingeführten Zuggattung Regional-Express behielt der Bahnhof die Funktion als RE-Halt.
Nach dem Zweiten Weltkrieg wurde die Zugbeförderung im Nahverkehr mit Dampflokomotiven der BR 38.10 (Preußische P 8) durchgeführt, Eilzüge wurden von Lokomotiven der DB-Baureihe 23 gezogen. Ab den 1960er Jahren wurden die Dampflokomotiven durch Diesellokomotiven der Baureihen V 100, V 160 ersetzt. Auch fuhren einzelne Züge stets als Schienenbusse, seit den 1950er Jahren kamen vermehrt die Baureihen VT 95 und VT 98 zum Einsatz. Erst Mitte der 1990er Jahre wurden diese durch modernere Fahrzeuge der DB-Baureihe 628 ersetzt.
Seit dem Fahrplanwechsel 2011/2012 am 11. Dezember 2011 wird der Personenverkehr durch die Hessische Landesbahn GmbH (HLB) mit Dieseltriebwagen des Typs LINT 41 abgewickelt.
Im Güterverkehr war der Bahnhof Mücke (Hess) eine zentrale Anlaufstelle für den Abtransport des in der Region abgebauten Brauneisensteins: In seinem Einzugsbereich bestanden zwischen 1889 und 1968 25 Grubenfelder, aus denen im genannten Zeitraum ein Volumen von 21,4 Millionen Tonnen Roherz abgebaut wurde, die in Mücke zu 3,8 Millionen Tonnen Fertigerz verarbeitet wurden. Der Abtransport erfolgte von Mücke aus mit der Bahn. In den 1950er und 1960er Jahren wurden dazu bedarfsweise Ganzzüge aus ca. 20 Wagen mit einem Zuggewicht von 1.600 Tonnen gebildet, die in der Regel von zwei Lokomotiven der Baureihe 50 nach Wetzlar oder in das Ruhrgebiet gezogen wurden. Am 3. Mai 1968 wurde dieser Erzverkehr aufgegeben.
Weiterhin kamen auf der Strecke im Güterzugverkehr die Dampflokomotivbaureihen 55.25 (Preußische G 8.1), 56.2 und 86 zum Einsatz, die ab den 1960er Jahren durch die auch im Personenzugverkehr eingesetzten Diesellokomotivbaureihen abgelöst wurden.

### Aktuell
Mücke liegt im Tarifgebiet des Rhein-Main-Verkehrsverbundes (RMV).
Der Bahnhof Mücke wird täglich von stündlich verkehrenden Regionalbahnen der Relation Limburg (Lahn)–Weilburg–Wetzlar–Gießen–Alsfeld (Oberhess)–Fulda bedient. In der werktäglichen Hauptverkehrszeit kommen zusätzliche Regionalbahnen der Relation Gießen–Grünberg (Oberhess)–Mücke (Hess) hinzu. Somit kann zur vorgenannten Hauptverkehrszeit, bis auf eine Verbindung (Endstation ist hierbei Grünberg), zwischen den Bahnhöfen Gießen und Mücke nahezu im 30-Minuten-Takt gefahren werden.
Seit dem Fahrplanwechsel 2016/2017 am 11. Dezember 2016 verkehren die Züge der Vogelsbergbahn und der anschließenden Lahntalbahn statt wie bisher als RB 25 (Lahntalbahn) bzw. RB 35 (Vogelsbergbahn) durchgehend als RB 45.
| Linie | Verlauf | Takt                                                        |
| ----- | --- | ----------------------------------------------------------- |
| RB 45 | Lahntalbahn/Vogelsbergbahn: Limburg (Lahn) – Eschhofen – Kerkerbach – Runkel – Villmar – Arfurt (Lahn) – Aumenau – Fürfurt – Gräveneck – Weilburg – Löhnberg – Stockhausen (Lahn) – Leun/Braunfels – Solms – Albshausen – Wetzlar – Dutenhofen (Kr Wetzlar) – Gießen – Gießen Licher Straße – Großen Buseck – Reiskirchen (Kr Gießen) – (Saasen – Göbelnrod –) (zweistdl) Grünberg – (Lehnheim –) (zweistdl) Mücke (Hess) – (Nieder-Ohmen –) (zweistdl) Burg- und Nieder-Gemünden – Ehringshausen (Oberhess) – Zell-Romrod – Alsfeld (Oberhess) – Lauterbach (Hess) Nord – Angersbach – Bad Salzschlirf – Großenlüder – Oberbimbach – Fulda Stand: Fahrplanwechsel Dezember 2021 | 60 min 20/60 min (Gießen–Mücke u. Alsfeld–Fulda wochentags) |

Am Bahnhof Mücke halten mehrere Buslinien, die sowohl die Gemeinde als auch die einzelnen Ortsteile erschließen, alle im Auftrag der Verkehrsgesellschaft Oberhessen (VGO).
Nachfolgende Buslinien starten am Bahnhof:
VB-75, VB-76, VB-78 und VB-79, sind jedoch überwiegend Buslinien, welche nur per vorherigem Anruf (Rufbus) verkehren. Nur zur Schulzeit fahren Solo-Kom Busse zur Bewältigung des Schulverkehrs.
Zusätzlich verkehrt vom 1. Mai bis Ende Oktober jeden Jahres die Linie VB-92 der Freizeitlinien Vogelsberger Vulkan-Express von Grünberg, Schloß, Mücke, Bahnhof, Ulrichstein, Lindenplatz zum Hoherodskopf.

Zugverkehr am 1. Februar 2024
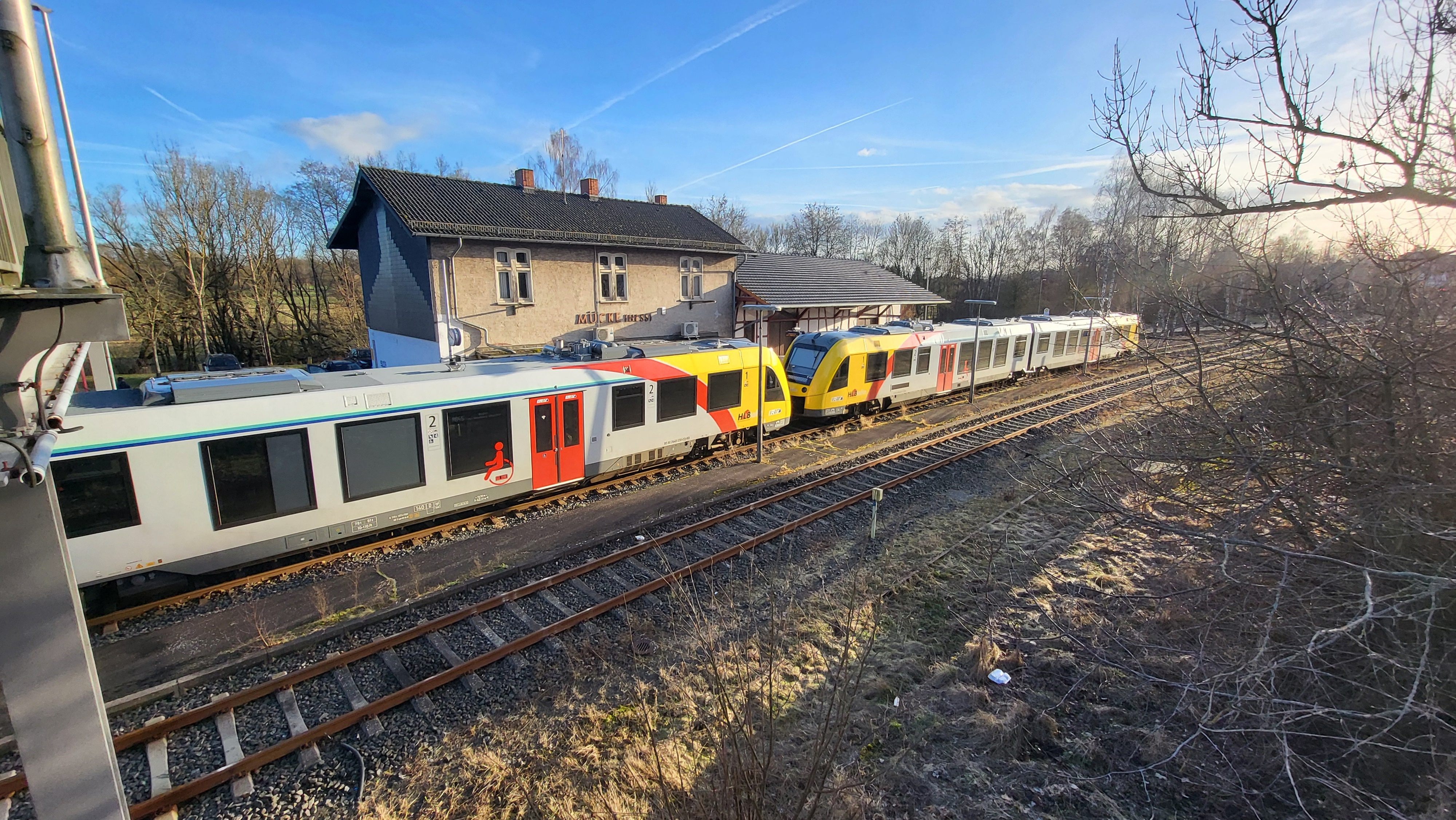
Zwei HLB LINT 41 VT 630 (648 030+530, links (=hinten)) und VT 603 (648 003+503, rechts (=vorne)) als RB 45, Zug Nr. 24826 von Fulda nach Limburg, planmäßige Abfahrtszeit 15:46 Uhr, hält um 15:50 Uhr auf Gleis 1 am Hausbahnsteig des Bahnhofs Mücke (Hess).
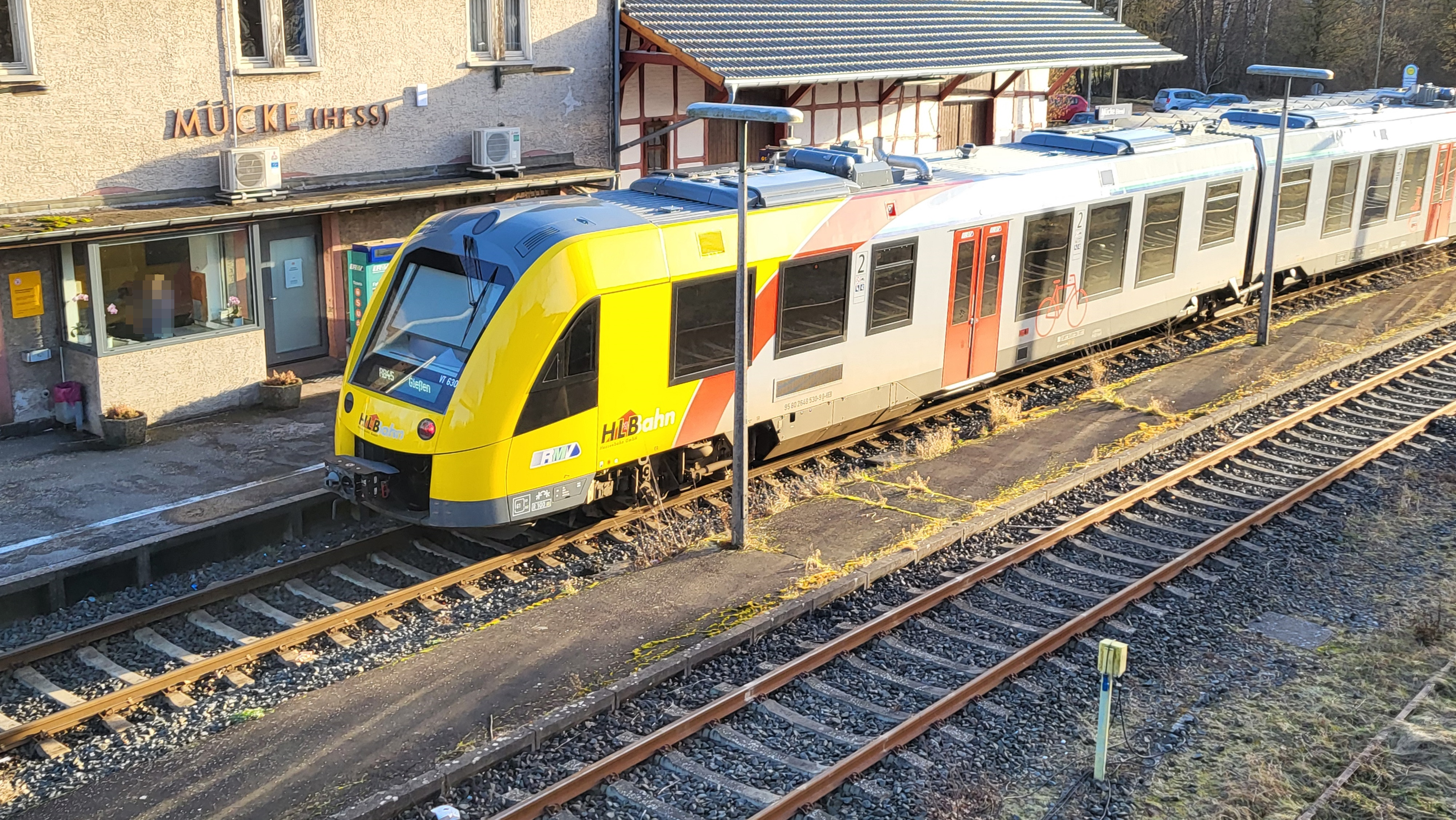
Nachschuss auf den um 15:50 Uhr als RB 45 in Richtung Gießen ausfahrenden Zug 24826 (2. Zugteil: HLB LINT 41 VT 630 (648 030+530), 1. Zugteil HLB LINT 41 VT 603 (648 003+503), bereits rechts außerhalb des Bildes) auf Gleis 1 des Bahnhofs Mücke (Hess), planmäßige Abfahrtszeit 15:46 Uhr. Hinter dem großen, geringfügig vorgebauten Fenster das Stellwerk Mf, von dem der Bf Mücke (Hess) gesteuert und der Bf Reiskirchen fernbedient wird.
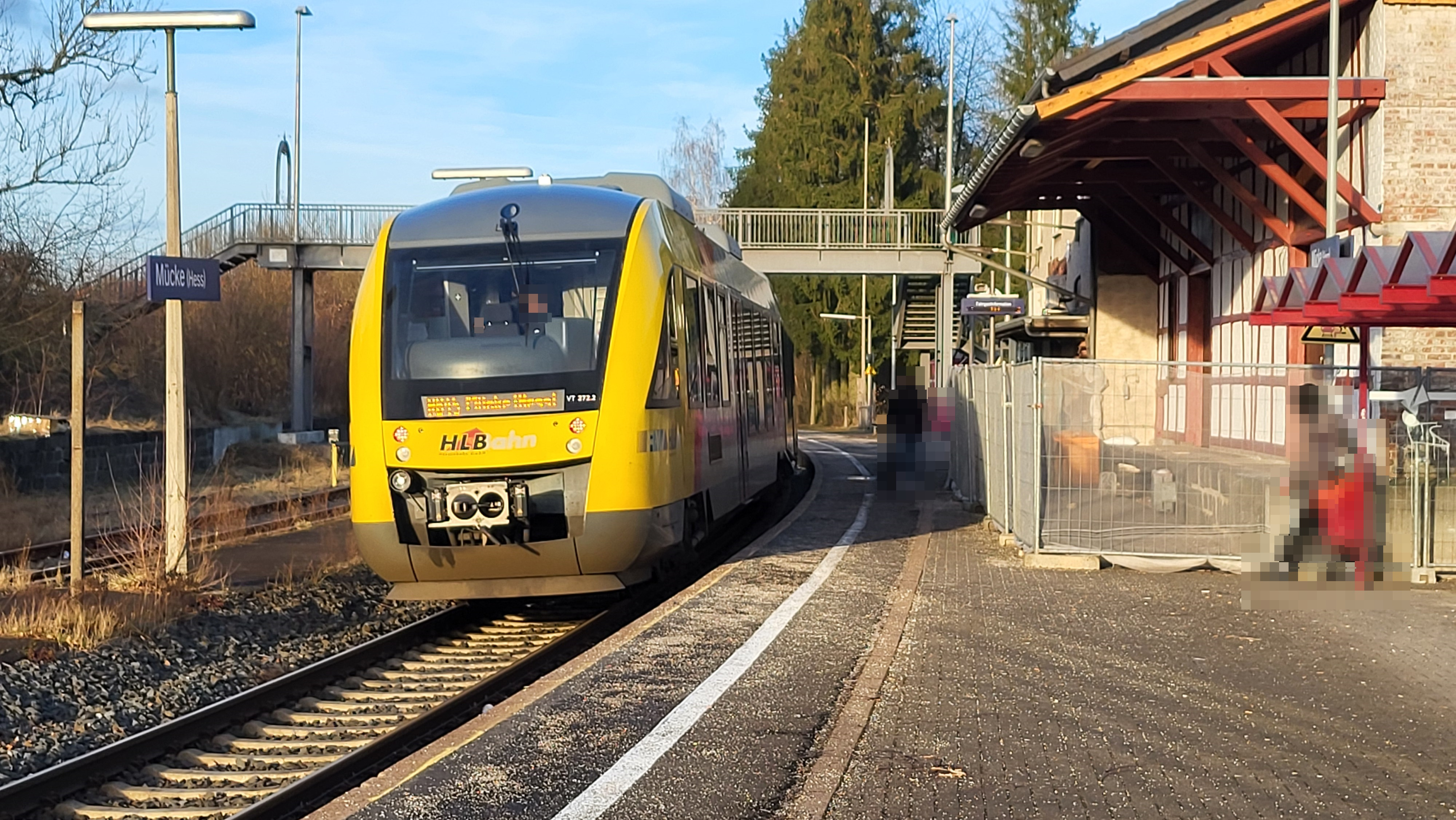
HLB LINT 41 VT 272 (648 012+512) ist um 16:01 Uhr von Gießen nach Gleis 1 des Bahnhofs Mücke (Hess) eingefahren und wird ihn um 16:04 als RB 45 Zug 24792 nach Gießen wieder verlassen.
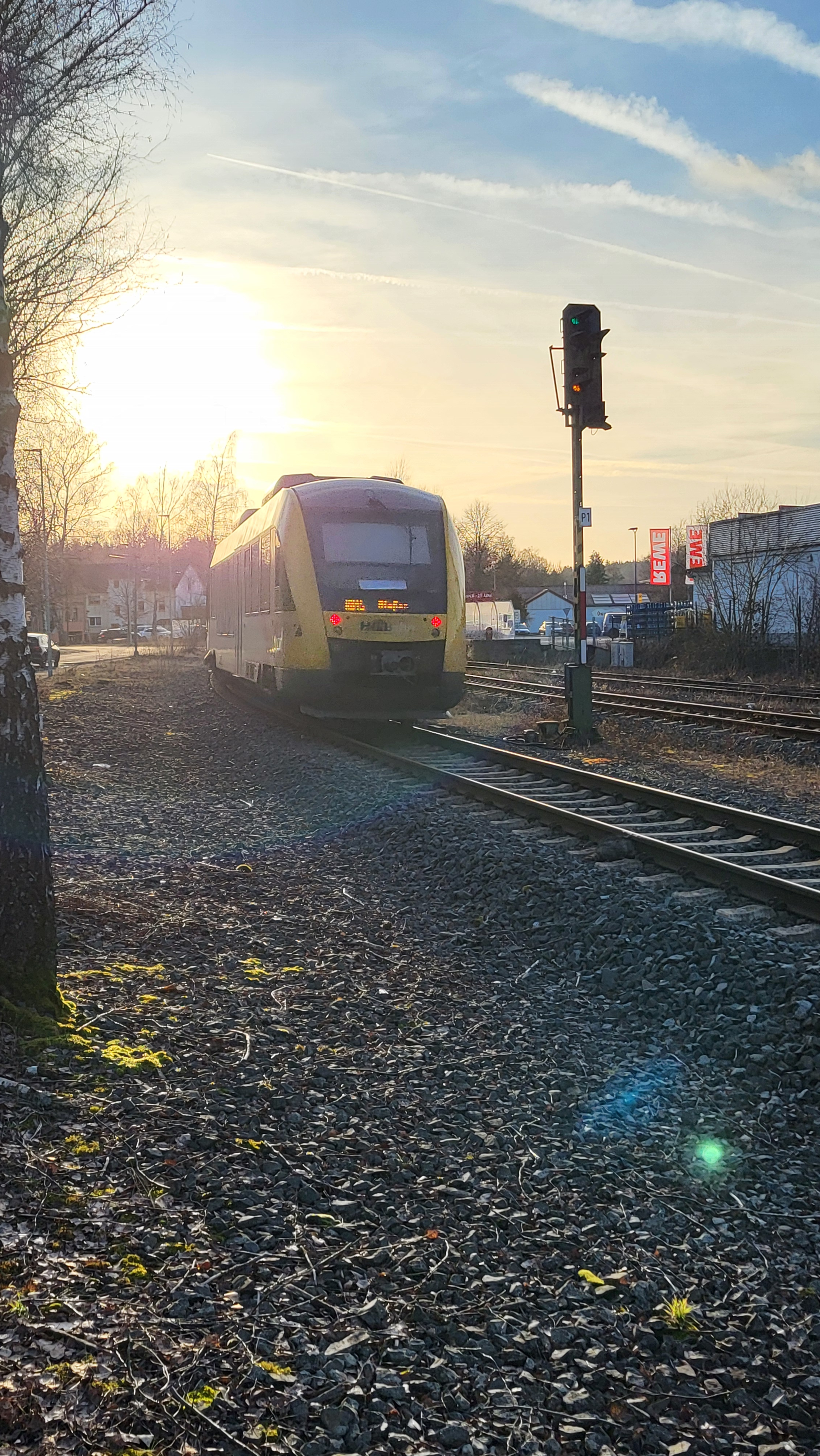
Nachschuss auf den aus Gleis 1 des Bahnhofs Mücke (Hess) nach Gießen ausfahrenden HLB LINT 41 VT 272 (648 012+512) um 16:04, RB 45, Zug 24792.